# Ricardo Molinari
Ricardo Eufemio Molinari (n. 23 martie 1898, Buenos Aires - d. 31 iulie 1996) a fost un poet argentinian.

## Biografie
Molinari s-a născut în Buenos Aires la 23 martie 1898. A rămas orfan la vârsta de cinci ani, după care a locuit cu bunica sa, Bartola Delgado de Molinari. Și-a părăsit studiile devreme pentru ca să devină poet. A debutat în 1927 cu volumul de poezii „El Imaginero”. A fost un poet prolific, publicând peste 50 de volume.
Era supus disciplinei clasice spaniole dar și deschis oricărei estetici moderne sau contemporane, dar știa mereu să-și păstreze timbrul personal. A folosit forme fixe dar și versul liber.
În 1933 a călătorit în Spania unde s-a întâlnit cu membrii Generației 27. După ce s-a căsătorit, a lucrat în Congreso de la Nación până la pensionarea sa. A murit în 1996. Ricardo Molinari a fost recompensat în 1958 cu Premio Nacional de Poesía pentru lucrarea sa Unida Noche și a devenit membru al Academiei Argentiniene de Litere în 1968.

## Lucrări principale
- „Pictorul de icoane” (El Imaginero), (1927)
- Hostería de la rosa y el clavel, 1933
- Una rosa para Stefan George, 1934
- El Tabernáculo, 1937
- La tierra y el héroe, 1939
- La corona, 1939
- El alejado, 1943
- Mundos de la madrugada, 1943
- El huésped y la melancolía, 1946
- Esta rosa oscura del aire, 1949
- Días donde la tarde es un pájaro, 1954
- Cinco canciones a una paloma que es el alma, 1955
- Oda a la pampa, 1956
- Un día, el tiempo y las nubes, 1964
- La hoguera transparente, 1970
- La Escudilla, 1973
- Las sombras del pájaro tostado, 1975